# Масунга
Масунга (англ. Masunga) — невелике містечко на північному сході Ботсвани, адміністративний центр Північно-Східного округу. Входить до складу Північно-Східного субокруга. Населення за даними на 2012 рік становить 6008 чоловік; за даними перепису 2011 воно налічувало 5696 человік.
На відміну від решти частини Ботсвани, де майже все населення говорить мовою тсвана, на території Північно-Східного округу говорять мовою каланга. Каланга є спорідненою мовою шона, яка широко поширена в сусідньому Зімбабве.

## Клімат
Місто знаходиться у зоні, котра характеризується кліматом помірних степів та напівпустель. Найтепліший місяць — січень із середньою температурою 23.5 °C (74.3 °F). Найхолодніший місяць — липень, із середньою температурою 13.5 °С (56.3 °F).
| Клімат Масунги          | Клімат Масунги | Клімат Масунги | Клімат Масунги | Клімат Масунги | Клімат Масунги | Клімат Масунги | Клімат Масунги | Клімат Масунги | Клімат Масунги | Клімат Масунги | Клімат Масунги | Клімат Масунги | Клімат Масунги |
| Показник                | Січ.           | Лют.           | Бер.           | Квіт.          | Трав.          | Черв.          | Лип.           | Серп.          | Вер.           | Жовт.          | Лист.          | Груд.          | Рік            |
| Середня температура, °C | 23,5           | 22,8           | 22             | 19,7           | 16,4           | 13,6           | 13,5           | 16,3           | 20,3           | 22,8           | 23,4           | 23,2           | 19,8           |
| Норма опадів, мм        | 112.4          | 99.3           | 54.8           | 30             | 5.1            | 2.6            | 1.1            | 1.5            | 8.2            | 28             | 78.5           | 106.2          | 527.7          |
| Днів з опадами          | 11,3           | 10,3           | 6,7            | 4,1            | 1              | 0,7            | 0,1            | 0,2            | 1,1            | 4,9            | 9,3            | 11,9           | 61,6           |
| Вологість повітря, %    | 71.5           | 76             | 73.7           | 72.2           | 68.5           | 67.8           | 64.3           | 56.1           | 50.3           | 50.7           | 60.3           | 68.9           | 65             |
| ----------------------- | -------------- | -------------- | -------------- | -------------- | -------------- | -------------- | -------------- | -------------- | -------------- | -------------- | -------------- | -------------- | -------------- |
| Джерело: Weatherbase    |                |                |                |                |                |                |                |                |                |                |                |                |                |